# Ritornare a volare
Ritornare a volare è una miniserie televisiva italiana in due puntate prodotta da Aran per Mediaset e andata in onda su Canale 5 l'11 e il 12 febbraio 1998.
La regia è di Ruggero Miti, mentre i protagonisti sono interpretati da Giancarlo Giannini (nei panni di Giulio) e Mara Venier (Eleonora).
La sceneggiatura è di Piero Luna, Antonio Servidio e Luciano Vincenzoni, mentre le musiche sono di Bruno Zambrini.

## Trama
La trama della miniserie era incentrata sulle vicende di Eleonora (Mara Venier), alle prese con un ex marito violento (interpretato da Roberto Alpi).